# Paramicrodeutopus myersi
Paramicrodeutopus myersi är en kräftdjursart som först beskrevs av Bynum och Fox 1977.  Paramicrodeutopus myersi ingår i släktet Paramicrodeutopus och familjen Aoridae. Inga underarter finns listade i Catalogue of Life.